# Tal Hen
Tal Hen (in ebraico טל חן‎?; Holon, 4 agosto 1979) è un ex calciatore israeliano, di ruolo difensore.

## Carriera
Tal Hen comincia la sua carriera giocando come difensore per la squadra giovanile dell'Hapoel Tzafririm Holon, e nel 2000 si trasferisce al Maccabi Netanya; l'anno seguente, passa all'Hapoel Haifa.
Durante la stagione 2003-2004 passa all'Hapoel Tel Aviv e, nella sua partita di debutto, segna il primo dei tre gol che portano la squadra alla vittoria contro il Beitar Gerusalemme. Durante la stagione 2004-2005 è uno dei giocatori che impediscono all'Hapoel Tel Aviv di essere retrocesso dalla Ligat ha'Al alla Liga Leumit. Grazie alle sue prestazioni, Hen viene chiamato a giocare nella Nazionale israeliana.
Nella stagione 2005-2006 vince la Coppa d'Israele. Dal 2003 al 2008 gioca nell'Hapoel Tel Aviv, poi passa al Bnei Sakhnin e, nel 2011, all'Hapoel Ramat Gan.

## Palmarès
- Coppa d'Israele: 1

Hapoel Ramat Gan: 2012-2013